# بورلی ۱۵۳۹
سیارک ۱۵۳۹ (به انگلیسی: 1539 Borrelly، نامگذاری:1940UB) هزار و پانصد و سی و نهمین سیارک کشف شده‌است که در ۲۹ اکتبر ۱۹۴۰ و در نیس کشف شد.
قدر مطلق سیارک برابر ۱۰٫۶۰ است.